# U-18-Faustball-Weltmeisterschaft 2003
Die 1. Faustball-Weltmeisterschaft der männlichen Jugend u18 fand am 19. und 20. Juli 2003 in Bozen (Südtirol, Italien) zeitgleich mit der Faustball-Europameisterschaft 2003 der weiblichen Jugend u18 statt und wurde vom SSV Bozen ausgerichtet, der auch die italienische Nationalmannschaft stellte. Italien war somit der erstmalige Ausrichter einer Jugend-Faustball-Weltmeisterschaft.

## Teilnehmer
Insgesamt acht Nationen von drei Kontinenten nahmen an der ersten Weltmeisterschaft der männlichen U18 teil. 
| Europa - Dänemark - Deutschland - Italien - Österreich - Schweiz | Südamerika - Brasilien - Chile | Afrika - Namibia |

## Vorrunde

### Gruppe A
| 19.07.2003 | Deutschland | – | Chile      | 2:0 | (20:10, 20:7)         |
| 19.07.2003 | Österreich  | – | Namibia    | 2:0 | (20:10, 20:14)        |
| 19.07.2003 | Deutschland | – | Namibia    | 2:0 | (20:4, 20:6)          |
| 19.07.2003 | Österreich  | – | Chile      | 2:0 | (20:11, 20:11)        |
| 19.07.2003 | Namibia     | – | Chile      | 0:2 | (8:20, 19:21)         |
| 19.07.2003 | Deutschland | – | Österreich | 1:2 | (20:16, 20:22, 16:20) |

### Gruppe B
| 19.07.2003 | Brasilien | – | Italien  | 2:0 | (20:7, 20:10)  |
| 19.07.2003 | Dänemark  | – | Schweiz  | 0:2 | (6:20, 2:20)   |
| 19.07.2003 | Brasilien | – | Dänemark | 2:0 | (20:6, 20:8)   |
| 19.07.2003 | Italien   | – | Schweiz  | 2:0 | (20:17, 20:16) |
| 19.07.2003 | Dänemark  | – | Italien  | 0:2 | (8:20, 17:20)  |
| 19.07.2003 | Brasilien | – | Schweiz  | 2:0 | (20:14, 20:18) |

## Qualifikationsspiele für das Spiel um Platz 5
| 20.07.2003 | Schweiz | – | Namibia  | 2:0 | (20:7, 20:11) |
| 20.07.2003 | Chile   | – | Dänemark | 2:0 | (20:13, 20:4) |

## Halbfinale
| 20.07.2003 | Österreich  | – | Italien   | 2:0 | (20:18, 20:16)        |
| 20.07.2003 | Deutschland | – | Brasilien | 1:2 | (16:20, 20:14, 19:21) |

## Platzierungsspiele
| Spiel um Platz 7 | Spiel um Platz 7 | Spiel um Platz 7 | Spiel um Platz 7 | Spiel um Platz 7 | Spiel um Platz 7     | Spiel um Platz 7 |
| ---------------- | ---------------- | ---------------- | ---------------- | ---------------- | -------------------- | ---------------- |
| 20.07.2003       | Namibia          | –                | Dänemark         | 2:0              | (20:9, 21:19)        |                  |
| Spiel um Platz 5 |                  |                  |                  |                  |                      |                  |
| 20.07.2003       | Schweiz          | –                | Chile            | 2:0              | (20:14, 20:9)        |                  |
| Spiel um Platz 3 |                  |                  |                  |                  |                      |                  |
| 20.07.2003       | Deutschland      | –                | Italien          | 2:1              | (20:5, 15:20, 20:15) |                  |
| Finale           |                  |                  |                  |                  |                      |                  |
| 20.07.2003       | Brasilien        | –                | Österreich       | 2:0              | (20:10, 21:19)       |                  |

## Platzierungen
| Rang | Land        |
| ---- | ----------- |
| 1.   | Brasilien   |
| 2.   | Österreich  |
| 3.   | Deutschland |
| 4.   | Italien     |
| 5.   | Schweiz     |
| 6.   | Chile       |
| 7.   | Namibia     |
| 8.   | Dänemark    |

## Quelle
1. ↑  Spielplan und Ergebnisse aus "Faustball-Informationen" - Manfred Lux, Lüneburg

Koordinaten: 46° 30′ 32,6″ N, 11° 21′ 2,4″ O